# 龍蟠駅
龍蟠駅（リョンバンえき、룡반역）は朝鮮民主主義人民共和国咸鏡北道明澗郡に位置する朝鮮民主主義人民共和国鉄道省平羅線の駅である。

## 歴史
- 1927年12月1日：明川駅として開業[1]。
- 日時不明：龍蟠駅に改称。